# Mark Bogert
Mark Bogert (Dordrecht, 8 november 1983) is een Nederlandse rockgitarist. 
Hij studeerde aan het Rotterdamse conservatorium Codarts, waar hij na zijn studie ook les is gaan geven. Bogert speelde in diverse bands, waarna hij in 2019 het initiatief nam de rockband Magoria op te richten. Naast het spelen op gitaar is hij in deze band de componist van het repertoire. Zijn vrouw Nadine Pruim is een van de vocalisten in deze band. In 2024 is Bogert door het tijdschrift Gitarist gekozen tot gitarist van het jaar in de Benelux.
Naast het spelen in zijn vaste bands treedt hij ook op als sessiemuzikant en maakt hij gitaaropnames voor en met verschillende bands, projecten en evenementen. Zo heeft hij een belangrijke rol gespeeld bij de totstandkoming van het Liberty Project van Edward Reekers in 2023. In 2024 nam hij het waar als gitarist bij een tour van de band Arena, als invaller voor de vaste gitarist John Mitchell.

## Muzikale loopbaan
In 2010 gaat Bogert spelen in de band Penny’s twisted flavour. Het album “Sketches” kwam uit in februari 2010. Toen deze band in 2012 ophield te bestaan ging Bogert op zoek naar een nieuwe band. Dat werd Knight Area, waar hij kon starten nadat de Amerikaanse tour van deze band was afgelopen. In de jaren daarna brengt Bogert twee solo-albums uit: ‘Story in Parts’ (2014) en ‘Painting The World’  (2016). In 2019 richtte Bogert de rockband Magoria op en werd het debuutalbum JtR1888 uitgebracht. Het dubbelalbum is een rockopera die gaat over de complottheorie rondom Jack the Ripper. De albumpresentatie was in november 2019 in Bibelot, door COVID-19 kon het vervolg van de tour pas na twee jaar plaatsvinden. In 2024 werd het debuutalbum van Magoria opgevolgd door opnieuw een rockopera, genaamd Hollingsworth Mansion. In het najaar 2024 speelt Mark Bogert mee in de theatershow Storytellers Gitaarhelden, met Harry Sacksioni, Maarten Peters Syb van der Ploeg en Hubert Heeringa.
- MusicBrainz: 41665607-8cc7-4c41-b733-a861dc39a2b5